# Valle Agricola
Valle Agricola è un comune italiano di 724 abitanti della provincia di Caserta in Campania.

## Storia
Valle Agricola è un borgo di antiche origini.
In epoca sannita era tappa obbligata per i pastori che provenivano dalla bassa valle del fiume Lete in direzione dei pascoli montani. Tale antica usanza è stata confermata dal ritrovamento di diverse tombe sannitiche.
Successivamente fu "vico" romano (borgo autonomo) e, nel medioevo, il centro venne fortificato dai longobardi.
In epoca medievale il comune era chiamato Vallis Pratae (Valle di Prata) in quanto dipendente dalla baronia di Prata Sannita. I cittadini di Valle infatti già nel XIV secolo prestarono giuramento ai conti Pandone, signori di Prata.
Al 1814 risale il distaccamento amministrativo da Prata e la nascita del comune autonomo. Pochi anni prima (1810) la commissione feudale aveva abolito ogni esazione d'imposta nel comune a causa della povertà della gente che vi abitava.
Nel 1863 il tradizionale nome del borgo (Valle di Prata) fu mutato in quello attuale (Valle Agricola) e, nel 1874, fu avviata la costruzione di una strada per Ailano al fine di sostituire l'antica via che passava per Prata.
Dal 1927 al 1945 appartenne alla provincia di Benevento a causa della temporanea soppressione della provincia di Caserta.
Nel 1934, in piena dittatura fascista, la popolazione si ribellò per la forte pressione fiscale. Momenti drammatici si vissero anche durante la seconda guerra mondiale.
Nel 1980, seppure con una lieve maggioranza, i valligiani rifiutarono il mutamento del nome in "Valle Matese".

### Simboli
Lo stemma e il gonfalone sono stati concessi ufficialmente con DPR n. 104 del 22 novembre 1984.
Lo stemma comunale viene raffigurato per la prima volta nel catasto onciario del 1743: su campo di colore argento sono siti quattro punti di colore azzurro che simboleggiano i quattro rioni (o pizzi) attraverso i quali si è formato il borgo: Colle, Piscupanne, Pizzuni, Terra. La scritta V.D.P. ricorda l'antico nome (Valle di Prata).
Il gonfalone è un drappo di rosso.

## Monumenti e luoghi d'interesse
- Chiesa della Santa Croce. Intitolata anche alla Santissima Annunziata, fu eretta assieme ad un piccolo ospedale in posizione isolata, lungo la strada che porta a Prata. Possiede una notevole pala d'altare seicentesca e un affresco col Creatore benedicente risalente al Quattrocento.[4]
- Chiesa di San Sebastiano. Antica chiesa parrocchiale dall'aspetto semplice e decoroso; il fonte battesimale risale al 1574.[10]
- Torre Pandone. Slanciata torre circolare di avvistamento che sovrasta l'abitato e che fu eretta nel XV secolo dai conti Pandone come ricorda lo stemma in pietra situato all'esterno della struttura.[10]

## Società

### Evoluzione demografica
Abitanti censiti

### Tradizioni e folclore
Il costume tradizionale femminile si compone di gonna, camicia ricamata, corpetto ricamato in oro e copricapo (mappa).
Sentito è il culto di san Rocco e di san Nicandro.

## Economia
L'economia è prevalentemente di carattere agricolo.